# Mangodara (departamento)
Mangodara es un departamento de la provincia de Comoé, en la región Cascades, Burkina Faso. A 1 de julio de 2018 tenía una población estimada de 79 677 habitantes.
Se encuentra ubicado en la zona suroccidental del país, cerca de la frontera con Malí y Costa de Marfil.